# Catuvolcus
Catuvolcus (Катуволк) — канадская метал-группа, существовавшая с 2007 по 2014 гг. 

## Характеристики
Название
По словам Плесси, они взяли свое название в честь Катуволка, царя половины страны эбуронов, народа между реками Маас и Рейн, который объединился с Амбиориксом, другим царем, в восстании против римлян в 54 г. до н. э.
Стиль
Группа сочетает в себе элементы фолк-метала, блэк-метала и прогрессивного метала. Она называет свой стиль «Gaul Metal».
Лирика
Тексты песен в основном посвящены историческим событиям римского вторжения в Галлию. Тексты песен Catuvolcus в основном на французском языке.
Дизайн обложек
Внешний вид

## История
Группа Catuvolcus была сформирована в Уорике, Квебек, в 2007 году Пьером-Александром Плесси. Группа из одного человека выпустила первое демо  Old Rituals for Camulos в 2008 году, позже расширившись до квартета для концертов 2009 года. В мае того же года группа выпустила свой первый полноформатный альбом Vae Victis. Группа вернулась как группа из одного человека в начале 2010 года. В августе того же года Максим Коте и Матрак Твескаг присоединились к группе в качестве полноправных участников. Второй альбом, Terres de Sang, был выпущен в конце 2010 года. Критик Metal Call Out Дж. Дэзскрипт написал: «Terres de Sang — это идеальный пример всего, что ПРАВИЛЬНО на современной блэк-метал сцене», в то время как Metal Storm описал группу как «очевидно хорошо обученную искусству чтения мыслей — в каждой песне, как только вы собираетесь подумать про себя: «Ладно, хватит бласт-битов», они выдают какую-нибудь возмутительно эпически звучащую мелодию или сегмент акустической гитары».
В 2011 году они записали свой третий альбом Gergovia с участниками Daylight Dies и Gallowbraid, и выпустили его в 2012 году. Рецензент Chronicles of Chaos дал ему 8 из 10, назвав его «и волнующим, и приятным». В 2012 году Catuvolcus подписали контракт с новым лейблом из Монреаля Deathbound Records, который выпустил альбом по всему миру на физических носителях и в цифровом формате. Gergovia известен как первый концептуальный альбом Catuvolcus, включающий 12-минутную песню «Litaviccos», которую Infernal Masquerade описал как «учебный пример для будущих групп». Весь альбом посвящен битве при Герговии, которая произошла в 52 году до нашей эры. В июле 2012 года группа записала кавер-версию песни Woods of Ypres для трибьют-альбома, посвящённого фронтмену Woods of Ypres Дэвиду Голду, под названием A Heart Of Gold: Tribute To Woods Of Ypres.
Catuvolcus присоединились к Hymnes d'Antan, лейблу из Квебека, чтобы переиздать свой распроданный альбом Terres de Sang. Новое издание было выпущено 26 февраля 2013 года вместе с первым лирическим видео группы на песню «Vercingétorix».
Состав Catuvolcus был заметно нестабильным с самого начала, и только Плесси принимал участие в каждом релизе группы. Матрак Твескаег покинул группу в начале 2012 года. В начале 2013 года группа объявила, что Этьен Галло и Доминик Форест Лапуант из Augury будут соответственно барабанщиком и басистом на последнем альбоме Voyageurs de l'Aube.

## Участники
- Пьер-Александр Плесси — вокал, гитары (2007–2014)
- Максим Коте — соло-гитара, студийный бас (2010—2014)
- Этьен Галло — ударные (2013)
- Доминик «Форест» Лапуант — бас (2013)
- Матрак Твескаег — бас (2010–2012)

## Дискография
Альбомы
- Vae Victis (2009)
- Gergovia (2012)
- Voyageurs de l'Aube (2013)

Прочее
- "Old Rituals for Camulos" (2008) — демо
- Terres de Sang (2010) — EP